# 10296 Rominadisisto
10296 Rominadisisto è un asteroide della fascia principale. Scoperto nel 1988, presenta un'orbita caratterizzata da un semiasse maggiore pari a 3,9463242 UA e da un'eccentricità di 0,2093789, inclinata di 3,50651° rispetto all'eclittica.
L'asteroide è dedicato all'astronoma argentina Romina Paula Di Sisto.